# Richard Grelling
Richard Grelling, född 11 juni 1853 i Berlin, död där 15 januari 1929, var en tysk politisk skriftställare.
Grelling, juris doktor, var på 1890-talet syndikus i Tyska skriftställarföreningen, sedermera bosatt i utlandet (i Bryssel, Paris och Florens) och anslöt sig till den pacifistiska rörelsen för allmän avrustning. Under första världskriget utgav han i Genève anonymt J'accuse (1915; svensk översättning samma år), en beryktad anklagelseskrift mot de tyska och österrikiska regeringarna, på vilka han lade hela ansvaret för krigets utbrott. Denna bok anlitades sedermera flitigt i de allierades propaganda och väckte i Tyskland oerhörd förbittring. Den följdes av Das Verbrechen (tre band, 1916), ett mindre uppmärksammat verk med samma syfte.
Efter 1918 års revolution bortlade Grelling anonymiteten och framträdde februari 1919 jämte Kurt Eisner som tysk representant på en socialistkonferens i Bern. Bland de många motskrifterna mot "J'accuse" märks "Ein Verleumder" (1915) av Theodor Schiemann och "Anti-J'accuse" (1916; svensk översättning samma år) av Grellings son Kurt Grelling.